# 人間の証し
人間の証し（にんげんのあかし）とは金正日によって著された書籍。

## 概要
謎の指導者であった金正日の幻の著作を日本語訳した書籍。未公開写真も収録されている。
映画作品においては監督とは司令官であり、第一副演出家は参謀長の役割を果たすという独自理論を展開する。